# Almindelig jujube
Almindelig Jujube (Ziziphus jujuba) er en løvfældende busk eller lille træ i Korsved-familien, som er rigt forgrenede og bliver op til otte meter høje. Barken er hvidlig eller lysbrun. Ved foden af bladstilken er der to torne, en lige og en buet. Bladene er spredte, aflange og har tre parallelle hovednerver. Blomsterne er små, gule og sidder i små kviste. Frugten er ægformet, 15-30 mm lange og mørk eller sort i kulør.
Den Almindelige Jujube vokser kun vildt i Kina, men dyrkes i Afrika, Asien, Europa og Nord og Sydamerika på på grund af frugterne. Det er herunder forvildet til Balkan. Frugten spises både friske, tørrede og syltede.

## Galleri
- Blade og torne
- Bark
- Blomster
- Frugt på træet
- Snit af frugt
- Tørret frugt

## Navn
Det videnskabelige navn har en kompliceret historie. Linné beskrev arten som  Rhamnus Zizyphus  i Species Plantarum  (1753). Philip Miller placerede den i 1768 i en særskilt slægt ved navn Watkins jujub . På grund af Millers stavefejl,  i  i stedet for  y  er  Watkins Zizyphus  ikke et tautonym men et botaniske betegnelse, som blev udbredt. I 2011 blev det besluttet, at  Watkins jujube  er det korrekte videnskabelige navn.